# Південні під'їзні шляхи
Південні під'їзні колії (Південно П. К. / П. п. шляхи) — вузькоколійна приватна залізниця на теренах Українських губерній в районі Житомира, Бердичева та Вінниці, яка була побудована Першим товариством під'їзних залізних шляхів. Економічно Південні під'їзні шляхи тяжіли до Південно-Західних залізниць широкої колії.
Будівництво залізниці шириною 750 мм розпочалося наприкінці XIX століття, а до 1917‒19 рр. довжина всіх гілок досягла 560 км.
У 1919 року залізниця була "націоналізована" і приєднана до Південно-Західної залізниці.
Під'їзні колії і гілки залізниці були в основному призначені для підвезення цукрових буряків до заводів, які їх переробляли. Також доставлялося зерно до станцій, де перевантажувалося для подальшого перевезення. Згодом по цих коліях стали проводитися пасажирські перевезення. Перевезення мало сезонний характер, найбільший обсяг припадав на осінь.